# Логика открытия
Логика открытия (англ. Logic of discovery) — это методология научного открытия, которая объясняет механизмы, в соответствии с которыми вырабатываются научные теории. Логика открытия с одной стороны понимается как описание процесса генерирования теории, опирающегося исключительно на рациональные критерии, а с другой, противоположной стороны, она понимается как иррациональный процесс, основанный преимущественно на чувстве интуиции.

## Различие между контекстом открытия и контекстом обоснования
Рассматривая логику открытия необходимо в первую очередь упомянуть о проблематике различия контекста открытия и контекста подтверждения. Различие этих двух понятий играет важную роль в проблематизации не только логики открытия, но и философии науки вообще.
Контекст открытия – когда в рамках логики открытия рассматривается исключительно процесс генерации теорий и игнорируется все, что связано с их обоснованием и подтверждением.
Контекст обоснования – когда в рамках логики открытия рассматривается процесс подтверждения и установления той или иной теории как научной.
Дело в том, что если мы рассматриваем логику открытия исключительно лишь в контексте открытия, игнорируя контекст подтверждения,  то в таком случае мы не сможем говорить о логике открытия в рамках самой логики и даже философии науки. Поскольку в таком случае, вопросы того, как именно происходят открытия теорий,  должны будут рассматриваться в пределах психологии или, может быть, социологии науки. Причина тому кроется в том, что сами открытия делают именно ученые, и, пытаясь понять как именно они обнаруживают теории, нам надо будет анализировать психо-физические процессы их мозга, которые не имеют ничего общего с такой наукой как логика с ее моделями и схемами.
Если же мы рассматриваем логику открытия не игнорируя контекст обоснования, то мы вполне себе можем выполнить логический анализ, вывести критерий демаркации и т.д. Однако, и с этим тезисом есть некоторые проблемы, о чем будет далее будет сказано несколько подробнее.
Примечательно, что различие контекста открытия и контекста обоснованя далеко не всегда подразумевает под собой и временное различие. То есть, не предполагается, что подтверждение теории произошло только после ее полной и окончательной разработки. Обычно, открытие и обоснование скорее понимаются как два различных эпистемических подхода к теории, где в задачи первого входит формулировка и раскрытие теории, а в задачи второго оценка ее эпистемической ценности. В контексте данного различия существует два основных способа концептуализации процесса зарождения теории. Первый способ заключается в характеристике процесса генерации новых знаний только как иррационального и творческого акта. Второй же способ подразумевает более широкий взгляд на проблему, характеризуя зарождение нового знания и в рамках иррационального, творческого акта, и как некоторый процесс формирования и развитая зарожденной идеи. Таким образом, в соответствии с первым способом логика открытия представляется невозможной, поскольку творческий акт не может быть рассмотрен через призму логики. Более того, в таком случае невозможна также и реконструкция самого процесса открытия, поскольку творческий акт – это нечто индивидуальное, происходящее в рамках мыслительных процессов отдельного взятого ученого. В действительности, мы можем проанализировать психофизические процессы мозга ученого во время совершения открытия, однако это уже станет предметом психологии, а не логического анализа. Однако, несмотря на то, что во втором способе присутствует рассмотрение процесс развития идеи, который мы также могли бы подвергнуть логическому анализу, все же с его проведением имеются некоторые трудности. Причина кроется в том, что во втором способе зарождения теории все же сохраняется зерно иррационального, а проведенный частично логический анализ едва ли может иметь какую-либо ценность. Важность рассмотрения данного вопроса о различии открытия и обоснования обосновывается тем фактом, что подобные трудности с проведением логического анализа ставят под сомнение возможности логики открытия как таковой. Данная проблема также важна в том смысле, что в рамках философии науки существует несколько методологий логики открытия (например, в рамках философии науки Поппера, Куна, Лакатоса и пр.), при этом, учитывая проблему о различии контекстов не совсем ясно легитимно ли вообще говорить о таком понятии как логика открытия.
Однако, существует три стратегии реагирования на проблему различия контекстов, выступающие в защиту логики открытия. Все три стратегии исходят из того факт, что философия науки может заниматься анализом рассуждения [ученого], а также принимать во внимание достижения таких эмпирических наук как психология, социология и когнитивистика. Каждая из стратегий также отрицает определение научного открытия как некоего иррационального и мистического акта, и понимает его как некий анализируемый процесс рассуждения.
Также, обсуждая возможные стратегии ответа на критику логики открытия необходимо понимать, что в разных стратегиях это понятие используется в разных смыслах – иногда логика открытия понимается в узком смысле, а иногда широком. Логика открытия в узком смысле понимается как набор формальных, общепримаемых правил, согласно которым новые идеи могут быть "механически" получены из некоторых уже имеющихся данных. В широком смысле логика открытия понимается как некоторое схематическое представление процедур рассуждения.
Итак, первая стратегия основывается на широком понимании термина логики открытия, утверждая, что необходимо признать логику, которая будет общей и нейтральной к той или иной предметной области, иначе придется придерживаться тезиса о том, что любое успешное научное открытия – это чудо. Вторая стратегия основывается на узком понимании логики открытия, полагая, что на самом деле нет никакой логики открытия и алгоритма с помощью которого возможна генерация нового знания. При этом одни сторонники данной стратегии утверждают, сам процесс открытия происходит согласно определенной и поддающейся анализу схеме. Другие же полагают, что все открытия как бы управляются методологиями, которые в свою очередь вполне себе могут быть подвергнуты логико-философскому анализу. Так, согласно вышеизложенным стратегиям, в процессе открытия заложено нечто большее чем творческий акт. То есть, само открытие включает в себя также различные процессы развития и артикуляции идей и мыслей, которые, соответственно можно исследовать с помощью философского анализа. Третья стратегия же также не нивелирует наличие творческого акта в моменте открытия, однако, в отличие от двух предыдущих стратегий, подразумевает возможность анализа самого творческого акта.

## Историческая справка к идее логики открытия
Согласно американскому философу науки Ларри Лаудэну, разработка логики открытия совершалась в XVII-XVIII веках в силу нескольких причин: во-первых, ради ускорения темпа производства научных теорий посредством формулировки определенных правил, в соответствии с которыми разрабатываются теории. Во-вторых, ради подтверждения наших претензий на наличие знания о мире. Иными словами, выработка подобной логики открытия позволяла бы нам на основе эмпирических данных и определенного набора правил через индукцию производить теории, которые при этом были бы надежными. И именно в этом смысле логика (контекст) открытия (discovery) в Новое время связана с логикой (контекстом) обоснования (justification).

## Основные идеи к логике открытий в XX веке
Рассмотрение того, как обстояли дела с проблематикой логики открытия именно в ХХ веке особенно важно, поскольку идеи, разрабатывающиеся в то время представляют собой зачинания того, какими стали современные взгляды на данную проблему. Именно авторы о которых идет речь в данной главе представляют своими теориями базис современной логики открытия.

### Проблема логики открытия у Карла Поппера
Идеи посвященные проблеме логики открытия преимущественно изложены Карлом Поппером в его книге "Логика научного исследования". В этой работе Поппер вводит понятие фальсификации в качестве критерия демаркации. Он полагает, что во всяком знании эмпирический и теоретический уровни взаимосвязаны, при этом само знание носит лишь предположительный характер, поскольку оно подвержено ошибкам (теории могут быть ошибочными). В связи с этим Поппер "отверг индуктивизм, отказался от узкого эмпиризмалогических позитивистов и от поиска абсолютно достоверной основы знания". Еще одним критерием для определения научности теории согласно Попперу является необходимость теории описывать некоторый новый опыт, не рассматриваемый предыдущим знанием. Он также считал, что основной движущей силой науки являются научные революции.
При этом стоит отметить, что сам Поппер отвергает в каком-то смысле отвергает логику открытия в старом её понимании, которая была описана у Лаудэна. Он не считает, что есть некоторые правила, при помощи которых индуктивным методом можно было бы вывести научную теорию. Он считает, что контекст открытия зависит от интуиции. Логика научного открытия Поппера определяется через критерий демаркации и метод установления научного знания. Иными словами, для него логика открытия состоит в наличии методов, применяемых в тестировании новых теорий. Тем самым логика открытия должна заниматься контекстом обоснования знания.

### Критика идей Поппера связанных с логикой открытия

#### Томас Кун и логика открытия
Одним из главных критиков Поппера стал Томас Кун, широко известный введением термина “парадигма”, благодаря чему стал самым цитируемым автором за всю историю науки. Кун был решительно не согласен с тем фактом, что именно научные революции наиболее сильным способом двигают науку вперед. Он полагал, что на самом деле развитие науки происходит в рамках нормальной науки, а революции являются лишь следствием кризиса. Так, Кун предлагает следующую схему: в рамках нормальной наукиученые разрабатывают теории, а каждое открытие рассматриваются с точки зрения господствующей парадигмы. Затем, в рамках господствующей парадигмы возникают разного рода аномалии – происходит кризис науки. Кун называет этот этап экстраординарной наукой. С увеличением количества аномалий господствующая парадигма постепенно теряет свой вес, в связи с чем появляются альтернативные теории между которыми происходит борьба. В ходе этой борьбы выявляется наиболее сильная теория – происходит формирование новой парадигмы, которое и является научной революцией.
Так, если для Поппера философия науки представляется нормативной, то для Куна она дескриптивна. То есть, для Куна развитие науки заключается прежде всего в смене “психологических парадигм” . Он критикует Поппера за то, что тот настаивает на необходимости заниматься “объективным” и “логикой познания” вместо того, чтобы обращать внимание на “субъективное” и “психологию познания”.То есть, если Поппер пытается выработать стратегии того как именно должна развиваться наука: проводит линию демаркации, предпринимает попытку определить что именно мы можем считать научным знанием; то Кун идет по другому пути, пытаясь показать как именно развивалась и развивается наука на самом деле. В связи с этим Куну не нравится понятие Поппера – “ошибочная теория”, поскольку ошибки, как полагает Кун, могут совершать лишь отдельные ученые, как раз-таки в рамках нормальной науки. Понятие “ошибочная теория” не может быть связано с научной революцией, поскольку теория может быть только устаревшей. Логика открытия Куна, в отличие от попперовской, работает всегда с ориентацией на парадигму, за счет чего возникает необходимость учитывать "субъективное". Так, Кун полагает, что логика открытия должна в большей степени ориентироваться на психологический аспект открытия, принимая во внимание то, что основой развития науки служат сообщества ученых.

#### Имре Лакатос и логика открытия
Имре Лакатос определяет логику открытия как методологию, у которой имеется некоторый набор правил, оценивающие уже готовые, хорошо сформулированные теории. Он не понимает ее в старом смысле, который бытовал в XVII веке, когда под методологией понимали некоторые механические правила, которые помогали бы ученым решать проблемы, связанные с генерированием новых теорий и обеспечением их надежности. Тем самым Лакатос разделяет между собой логику открытия и эвристику. Кроме этого, подобный набор правил выступает критерием, который позволяет нам провести линию демаркации. Что еще немаловажно, та или иная логика открытия предполагает свой взгляд на историю науки, а также то, какие факторы так или иначе влияли на науку и ее развитие. Лакатос рассматривает четыре логики открытия (индуктивизм, конвенционализм, методологический фальсификационизм, методология научно-исследовательских программ), каждая из которых располагает правилами, так или иначе принимающие или отбрасывающие теории и исследовательские программы.
Лакатос называет называет свою логику открытия методологией научно исследовательских программ. Исследовательская программа – конвенционально принятые учеными набор теорий и положений, которые определяют научную деятельность: определяют проблемы для исследования и возможные гипотезы, которые призваны решить эти проблемы. Лакатос также отмечает немаловажное свое отличие от попперовской методологии в вопросе взаимодействия между теорией и аномалией, которая в эту теорию не вписывается. Для Поппера дело обстоит так, что любая аномалия является фальсификатором для научной теории. Для Лакатоса же исследовательская программа является устойчивой относительно тех или иных аномалий. Они фиксируются, но они не приводят сразу к отбрасыванию исследовательской программы или определенной теории. Посредством ad hoc гипотез аномалия может быть примирена с исследовательской программой. Вследствие этого даже ложная теория может быть защищена в рамках исследовательской программы. Аномалия может быть отложена до тех пор, пока не появится другая, конкурирующая исследовательская программа, в рамках которой она может учитываться как “решающий эксперимент”, но уже только задним числом.

## Критика концепции логики открытия
Философ науки Ларри Лаудэн критически отнесся к идее логики открытия. Во-первых, он обращается к смыслу понятия логики открытия. Он отмечает, что она понимается довольно широко как логика, которая рассматривает не только разработку теории, но и ее дальнейшую проработку и тестирование до ее окончательного принятия. Он предлагает взглянуть на логику открытия в её узком смысле, проведя разделение между контекстами открытия, обоснования, добавляя третий контекст – устремление (pursuit). Тогда контекст открытия ответственен лишь за нахождение гипотезы, за “момент эврики”, в то время как другие два – за дальнейшее ее представление (разработку) и принятие.
Во-вторых, если понимать логику открытия широко (т.е. как включающую в себя и дальнейшее оправдание и принятие теории посредством определенных принципов), то встает вопрос о принципах, по которым мы получаем истинные теории, а вернее об их применимости и о том, возможно ли при помощи них вывести истинную теорию. Лаудэн говорит, что подобная логика применима лишь в случае, если мы выводим некоторую общую теорию из наглядных данных. Например, подобным образом можно вывести теории, вроде закона теплового расширения или закона Кеплера. Но если мы имеем дело с довольно сложными теориями, вроде теории относительности или квантовой теории, то довольно трудно себе представить, что есть логика открытия, определенные правила, в соответствии с которыми мы можем совершить переход от эмпирических данных к достоверным теориям.
Кроме этого у логики открытия есть проблемы, связанные с тем, как нам смотреть на научное знание. С появлением фаллибилизма происходит отход от представления, в соответствии с которым знание является неопровержимым и непогрешимым в силу наличия у него некоторых твердых оснований. В связи с этим внимание сдвинулось с рассмотрения того, как была сформирована теория, в сторону признания ее post hoc. В этом плане, с точки зрения Лаудэна происходит отход от разработки логики открытия, поскольку она в вопросе оправдания теории делает опору на то, как она генерируется и те данные, которые используются в процессе ее генерирования.

## Список литературы
1. Bird, Alexander. Thomas Kuhn // The Stanford Encyclopedia of Philosophy / Edward N. Zalta. — Metaphysics Research Lab, Stanford University, 2018.
2. Jantzen, Benjamin C. Discovery without a 'logic' would be a miracle // Synthese — 2015-10-03. — Т. 193, вып. 10.
3. Laudan, Larry. Science and Hypothesis : Historical Essays on Scientific Methodology. — Dordrecht: Springer Netherlands, 1981
4. Schickore, Jutta. Scientific Discovery // The Stanford Encyclopedia of Philosophy / Edward N. Zalta. — Metaphysics Research Lab, Stanford University, 2018.
5. Thornton, Stephen. Karl Popper // The Stanford Encyclopedia of Philosophy / Edward N. Zalta. — Metaphysics Research Lab, Stanford University, 2019.
6. Кун, Томас. Логика открытия или психология исследования? // ИФ РАН.  — 1997.
7. Кун, Томас. Структура научных революций. — М.: Прогресс, 1975.
8. Лакатос, Имре. Избранные произведения по философии и методологии науки. — М.: Академический проект, 2008.
9. Поппер, Карл. Логика научного исследования. — М.: Республика, 2005.
10. Садовский, В.Н. Поппер // Новая философская энциклопедия.